# R-39 리프

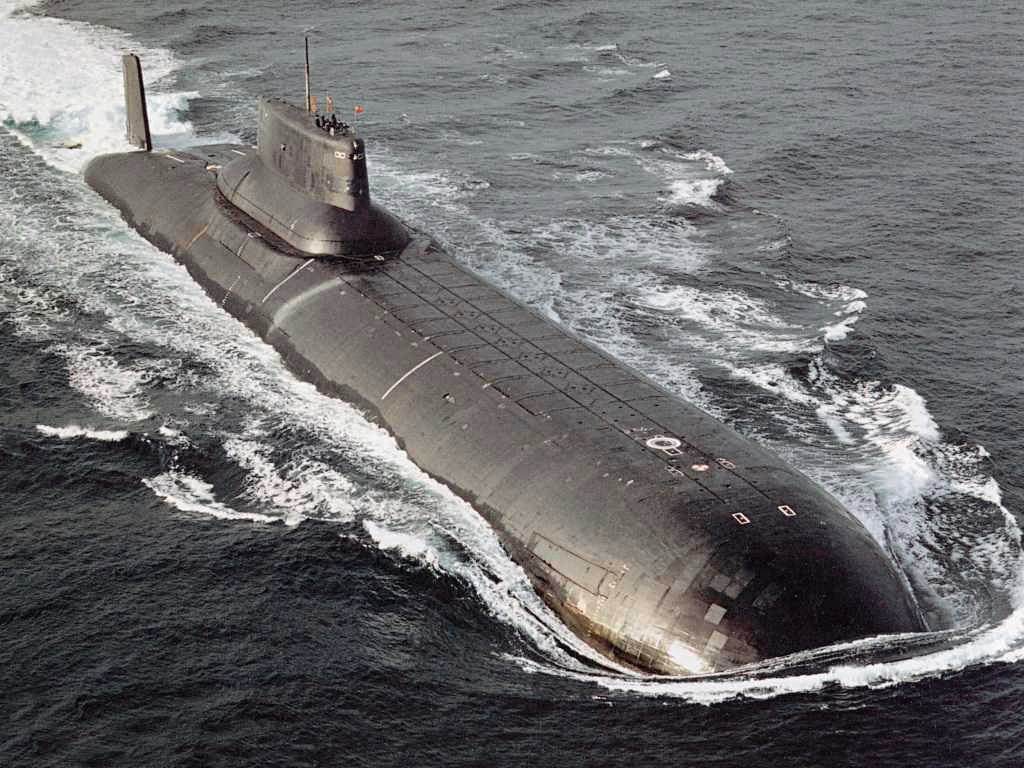
수중배수량 48,000톤 타이푼급 잠수함

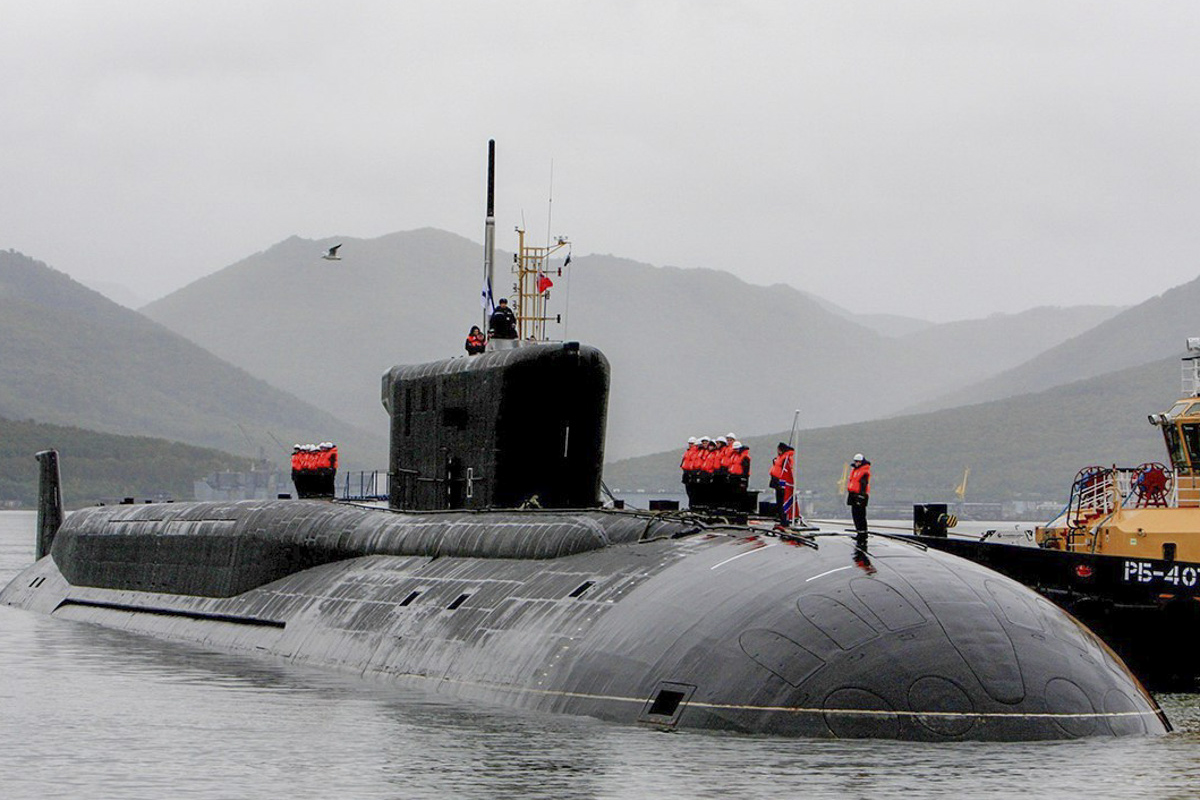
수중배수량 24,000톤 보레이급 잠수함

R-39 리프(R-39 Rif)는 소련과 러시아의 SLBM이다.

## 역사
무게 84톤의 3단 고체연료 미사일이다. 미국의 지상배치 ICBM 피스키퍼 미사일과 비슷하다.
1983년에 배치되었으며, 전략무기감축협정에 의해 1996년부터 배치 미사일의 감축이 시작되었고 2004년에 퇴역했다.
타이푼급 잠수함에 20발이 장착되며, 모두 6척이 건조되었으므로, 최대 120발이 배치되었다. 한 발에 10개의 MIRV 핵탄두가 장착되므로, 1,200발의 핵탄두가 배치되었다.
미러간의 스타트 I, 스타트 II 조약으로, 1996년부터 단계적으로 감축되었다. 타이푼급 잠수함에 장착되었는데, 2004년에 모두 퇴역했다. 타이푼급 잠수함도 모두 퇴역했으며, 한 척만이 신형 SLBM을 테스트하기 위해 아직 사용중이다.
R-39 리프를 개량한 R-39M 바르크를 보레이급 잠수함에 배치하려고 했는데, 개발에 실패했다. 그래서 RSM-56 불라바 SLBM을 20발 탑재했다. 불라바는 무게 36.8톤으로 훨씬 작은 3단 고체연료 미사일이다.

## 같이 보기
- BANDI-60